# シネラリア
シネラリア（英語: Florist's Cineraria、学名：P. × hybrida）とは、キク科の植物の1種。

## 日本での生い立ち
花屋では昔「シネラリア」と呼ばれていたキク科ペリカルリス属の園芸品種群を指す。 
最近は「死ねラリア」と連想する人が多いので「サイネリア」の流通名で販売されている。
昔の学者は、海外から導入された物に必ず和名を付けていた習わしから、この植物は「フキザクラ = 蕗櫻」と言う和名を松村博士が1896年に付けている。
葉がフキの葉に似た形でサクラのように株を覆い尽くすように咲く様から名付けられたと推測される。花屋では古くはフウキギク（富貴菊）、フウキザクラ（富貴桜）などとも呼ばれた事もあるが現在はいずれも使われていない。

## 現在の分類
キク科ペリカルリス属の植物は、原産地は北アフリカ、カナリー諸島、マデイラ諸島に14種が自生し、その中でも園芸で親しまれている物は18世紀にイギリスで作出された交雑種が元となっており、そこに他の種を掛け合わせて現在の園芸品種群ができた。その為、園芸品種成立の交配式は不明である。

### シノニム
以下は現在は無効名である異名である。
- Cineraria cruenta Masson ex L'Hér. (1860)
- Cineraria hybrida Willd. (1809)
- Senecio cruentus DC. (1838)
- Senecio hybridus Regel (1859)

## 栽培と利用
主に冬から早春にかけての高級鉢物として出荷されている。種まきは8月に行われるが、微細種子で病虫害に弱く、栽培には温室が必要なため、家庭園芸での栽培は難しい。
観賞用のほか食用品種（食用シネラリア）もある。
日本では前述の語呂によりお見舞いに贈る花としては避けられる傾向にあるが英語圏では「いつも快活に」の花言葉から好んで贈られる。